# Young Ace
Young Ace (ヤングエース, Yangu Ēsu) is een Japans mangatijdschrift dat voor het eerst verscheen in 2009.
Het tijdschrift wordt maandelijks gepubliceerd door Kadokawa Shoten voor de doelgroep van jonge mannen of seinen. De eerste negen nummers waren speciale edities van de Gekkan Shonen Ace en pas met nummer 5 (vanaf 3 april 2010) een onafhankelijk tijdschrift.
Young Ace begon onder meer met de serie Neon Genesis Evangelion, die eerder verscheen in de Gekkan Shonen Ace, evenals MPD-Psycho en de manga voor Summer Wars.
Het tijdschrift heeft een lagere oplage dan de grote wekelijkse bladen, vooral doordat het zich niet richt op een massapubliek. Cijfers over een exacte oplage zijn niet bekend.
De twee zusterbladen heten 4-Koma Nano Ace en Gekkan Shonen Ace.

## Series (selectie)
- Ame & Yuki
- Another
- Black Rock Shooter
- Blood Lad
- Bungo Stray Dogs
- Carole and Tuesday
- Deaimon
- Fate/Zero
- ID: Invaded #Brake broken
- Kill la Kill
- Kurosagi Shitai Takuhaibin
- Nagato Yuki-chan no Shoshitsu
- Neon Genesis Evangelion
- Sugar Apple Fairy Tale
- Summer Wars
- Upotte!!